# Catunaregam tomentosa
Catunaregam tomentosa är en måreväxtart som först beskrevs av Carl Ludwig von Blume och Dc., och fick sitt nu gällande namn av Deva D. Tirvengadum. Catunaregam tomentosa ingår i släktet Catunaregam och familjen måreväxter. Inga underarter finns listade i Catalogue of Life.